# Jan Vankeerberghen
Jan Vankeerberghen (Anderlecht, 9 mei 1983) is een veelzijdige Belgische kunstenaar. Hij heeft een gevarieerd oeuvre als kunstschilder, doch is hij ook actief als componist, tekenaar en docent.

## Biografie
Als kind acteerde Jan mee in enkele films zoals de Vlaamse klassieker 'Daens' van Stijn Conincx, Manneken pis van Frank Van Passel, ‘Mon père des jours pairs van André Chandelle, de Nederlandse films 'Karakter' van Mike van Diem en ‘De vliegende Hollander van Jos Stelling.
Jan behaalde het diploma van ‘meester in de audiovisuele kunsten’ op Hogeschool Sint-Lukas Brussel en vervolledigde nadien een lerarenopleiding te CVO Lethas Brussel.
Hij komt uit een muzikale familie en is de jongste van drie kinderen en groeide op in een tweetalig gezin uit Lembeek, een dorp aan de taalgrens van Vlaams en Waals-Brabant.
Jan is van nature kunstschilder, de liefde voor de schilderkunst ontstond toen hij als kind in aanraking kwam met het beeldend werk van Felix De Boeck tijdens een schooluitstap. Hij bracht zijn jeugd door in Halle waar hij piano en saxofoon leerde spelen. Na zijn klassieke vorming bewoog hij zich op volwassen leeftijd meer richting wereldpop en rock. In de jaren 2000 sloot hij zich aan bij meerdere rock-achtige groepen in de streek rondom Halle. In deze periode werd hij muzikaal erg beïnvloed door zijn buurjongen Tim De Jonghe. Tim werd onder andere trompetist van Vaya Con Dios en ging samen met Dani Klein enkele keren op wereldtournee.
Vervolgens begon Jan muziekstukken te schrijven voor theater, maakte enkele animatiefilms en werd zijn schilderwerk regelmatig tentoongesteld.
Jan Vankeerberghen is een leerling van Gerard Alsteens (GAL), Philip Aguirre y Otegui, Nora Theys en Jan De Cock.

## Werken
De meeste nummers van popgroep Zonko werden door Vankeerberghen geschreven en later volgden eigen Nederlandstalige nummers. In de Zonkonummers waren er instrumentale verwijzingen naar minimalisten zoals Wim Mertens.
Zijn beeldend werk evolueerde van figuratief tot abstract expressionisme. Jan gaf een tentoonstelling voor de Koninklijke familie te Kortrijk in 2010 en werd samen met balletgroep Ballerino als gast op 3 september 2012 uitgenodigd om een concert te geven voor de 20e verjaardag van de Koningin Paola stichting op het koninklijk paleis te Laken.  In datzelfde jaar gaf hij ook een muziekconcert in de Spiegelzaal van het Brussels Parlement en een optreden in Stadsschouwburg Antwerpen voor de Koning Boudewijnstichting.
In 2013 had hij op de nationale radio en televisie voor het eerst een hit te pakken met het nummer ‘Zeg maar dag’.Hij schreef deze compositie samen met tekstschrijfster Mary Boduin.
Doorheen de jaren illustreerde hij verschillende boeken en bracht hij meerdere albums uit. Na een tijd stopt hij met Nederlandstalige muziek te schrijven en verlaat hij definitief de kleinkunst.
Met zijn instrumentaal ensemble begint hij eigen minimalistische instrumentale composities te brengen. Af en toe duiken er nog menselijke stemmen op in zijn werk maar meestal worden ze gebracht door een instrumentaal ensemble of orkest. Zijn muziek wordt gerekend tot de minimal music terwijl hij zelf liever film of theatermuziek gebruikt.
Zijn beeldend werk omvat vooral tekeningen, aquarellen en schilderijen. Hij schildert lyrische olieverfschilderijen over gevoelens waarvoor hij inspiratie vond in zijn diepste zelf en de natuur. 
De schilderijen van Jan zijn stilistisch vergelijkbaar met die van het abstract expressionisme. Deze oliën op canvas zijn structureel in evenwicht. Ze werden met bewegingen gemaakt door lijnen en penseelstreken en geschilderd zoals de bedoeling was. Ze zijn echter ook doordrenkt met de abstract expressionistische vrijheid van ruimte en improvisatie en het gebruik van plaatsing van punten en lijnen in aanvulling op ruimte en compositie. Beeldend werk van Jan wordt gebruikt in de modewereld, voornamelijk als prints en patronen op kledij en sjaals.

## Prijzen
In 2007 kreeg hij de titel ‘Krak’ van de stad Halle als veelbelovend talent en in 2010 werd zijn lied ‘Alles is van iedereen’ het lijflied van het GO! onderwijs van de Vlaamse Gemeenschap.

## Discografie
- La cheminée (2005)
- ça va (2006)
- La nostalgie (2008)
- Mambo Indigo (2oo8)
- Toujours l'été (2009)
- Alles is van iedereen (2010)
- Zeg maar dag (2013)
- Zij (2014)
- Café positivo (2015)
- Deel je hart (2016)
- Wonderlijk (2017)
- Judy&co (2020)
- Zero at the bone (2020)
- The fear (2021)
- La valse de Léa (2021)
- Jeux interdits (2021)

### Boeken
- 2006 De babbelboom en andere Afrikaanse verhalen
- 2010 De Jongens van de Vlakte
- 2016 Elk kind is een held
- 2020 Dat heet dan gelukkig zijn

## Filmografie

### Als acteur
- 1992 Daens
- 1995 De vliegende Hollander
- 1995 Manneken pis
- 1997 Karakter
- 1998 Mon père des jours pairs (Regards d'enfance)

### Als regisseur
- 2004  Damn
- 2005 Hannah
- 2005 The afermath
- 2006 Danny and me
- 2007 Vestigios

### Andere
- 2005 Het Scheppingsverhaal volgens Lucifer (muziek voor theaterstuk)
- 2011 ToverHekseN (muziek voor theaterstuk)

## Referentie
- (en) Officiële website van Jan Vankeerberghen. janvankeerberghen.be. Grafulu. Gearchiveerd op 2 december 2020. Geraadpleegd op 8 april 2021.
- Radio 2, De Vlaamse Top 10 van 30 juni 2013 | Radio 2, de grootste familie[dode link]. radio2.be. Geraadpleegd op 8 april 2021.
- Ultratop, Ultratop: Jan Vankeerberghen - Zeg maar dag. ultratop.be. www.ultratop.be. Geraadpleegd op 8 april 2021.
- Jan vankeerberghen stelt nieuw album voor. hln.be. Gearchiveerd op 19 april 2021. Geraadpleegd op 8 april 2021.
- Twee hallenaren in vlaamse top 10. hln.be. Gearchiveerd op 19 april 2021. Geraadpleegd op 8 april 2021.
- Daens (1992) - IMDb. Gearchiveerd op 14 augustus 2023.
- Beresterk, Dat heet dan gelukkig zijn. Borgerhoff & Lamberigts (21 augustus 2020). Gearchiveerd op 14 april 2021. Geraadpleegd op 8 april 2021.
- De Jongens van de Vlakte | De Slegte. www.deslegte.com. Gearchiveerd op 14 augustus 2023. Geraadpleegd op 8 april 2021.